# Groß Radden
Groß Radden, niedersorbisch Radyń, ist ein Gemeindeteil im Ortsteil Klein Radden der Stadt Lübbenau/Spreewald im nördlichen Teil des Landkreises Oberspreewald-Lausitz im Süden des Landes Brandenburg. Bis zur Eingemeindung nach Klein Radden am 1. Januar 1966 war Groß Radden eine eigenständige Gemeinde. Am 31. Dezember 2022 hatte Groß Radden 120 Einwohner.

## Lage
Groß Radden liegt in der Niederlausitz nördlich des Naturparks Niederlausitzer Landrücken und westlich des Spreewalds. Der Bachlauf Wudritz bildet dabei die südwestlich Grenze. Umliegende Ortschaften sind Terpt im Norden, Klein Radden im Osten, Hindenberg im Süden, Alteno im Westen sowie Freiimfelde im Nordwesten.
Durch Groß Radden verläuft die Kreisstraße 6631 von Krimnitz nach Hindenberg.

## Geschichte
Groß Radden wurde erstmals 1336 urkundlich erwähnt. Der Ortsname lässt sich von einem sorbischen Personennamen „Rad“ oder „Rada“ ableiten, was als eine Kurzform des Namens „Radogost“ gedeutet werden kann.
Grundherrschaftlich war Groß Radden bis ins 19. Jahrhundert hinein immer mit der Stadt Luckau verbunden. Im Ort gab es nie eine Kirche, die Bewohner gingen für Gottesdienste in die Dorfkirche nach Terpt. Ackerbau und Viehzucht stellten im 18. Jahrhundert die wichtigsten Erwerbszweige der Bewohner dar. Groß Radden und Klein Radden gehörten bis 1952 zum Kreis Luckau, danach wurde Calau Kreisstadt. Die Bauern, die zunächst in der Landwirtschaftliche Produktionsgenossenschaft Neue Heimat vereinigt waren, wirtschaften seit 1975 im Rahmen der LPG Tierproduktion Klein Radden und der LPG Pflanzenproduktion Groß Beuchow. Unter der Dorfstraße befinden sich noch Überreste von slawischen Häusern.
Nach dem Wiener Kongress kam Groß Radden wie die gesamte Niederlausitz an das Königreich Preußen. Am 25. Juli 1952 wurde die Gemeinde dem neu gebildeten Kreis Calau im Bezirk Cottbus zugeteilt. Am 1. Januar 1966 erfolgte die Eingemeindung des Ortes nach Klein Radden. Nach der Wende lag Groß Radden im Landkreis Calau in Brandenburg. Nach der Kreisreform in Brandenburg am 6. Dezember 1993 kam Groß Radden zum neu gebildeten Landkreis Oberspreewald-Lausitz und wurde am 26. Oktober 2003 als Teil der Gemeinde Klein Radden nach Lübbenau/Spreewald eingemeindet.

## Bevölkerungsentwicklung
| 1875 | 203 | 1925 | 188 | 1946 | 231 |
| 1890 | 204 | 1933 | 176 | 1950 | 210 |
| 1910 | 191 | 1939 | 179 | 1964 | 161 |